# Schlacht bei Hoyerswerda
Pirna – Lobositz – Prag – Gabel – Kolin – Groß-Jägersdorf – Moys – Roßbach – Breslau – Leuthen – Domstadtl – Olmütz – Neisse – Zorndorf – Hochkirch – Kay – Kunersdorf – Hoyerswerda – Maxen – Koßdorf – Landeshut – Liegnitz – Oschatz – Berlin – Wittenberg – Torgau – Döbeln – Burkersdorf – Reichenbach – Freiberg
Die Schlacht bei Hoyerswerda war eine kleinere Schlacht des Siebenjährigen Krieges. Am 25. September 1759 besiegte die preußische Streitmacht unter Führung Prinz Heinrichs von Preußen den österreichischen General Vehla an der Schwarzen Elster bei Hoyerswerda.
Die von Osten in einem 50-stündigen Gewaltmarsch durch Feindesland heraneilenden Streitkräfte Preußens überraschten das Ungarische Infanteriekorps, das von kroatischen Regimentern und Artillerie unterstützt, an der westlichsten Flanke der Nordwestfront stand und deshalb mit Angriffen kaum rechnete. Einheiten unter General Lentulus stießen durch einen Wald hindurch auf den Feind vor und griffen von vorn und von hinten an. 600 Österreicher fielen, ihre Armee wurde zerstreut. General Vehla wurde mit 28 Offizieren und 1.785 Mann gefangen gesetzt.
Ein Gedenkstein mit Tafel im Bleichgässchen in der Altstadt Hoyerswerdas erinnert an diese Schlacht.

Gedenkstein mit Tafel
Inschrift der Tafel